# Creamfields
Creamfields – angielski festiwal elektronicznej muzyki tanecznej założony i organizowany przez klub nocny Cream. Odbywa się każdego roku w ostatni weekend sierpnia (oprócz pierwszej edycji) od 1998. Od 2006 wydarzenie to ma miejsce w mieście Daresbury.
Jest najstarszym festiwalem muzyki elektronicznej w Wielkiej Brytanii.

## Edycje
| Rok  | Miejsce               | Data              | Uczestnicy        | Główni artyści | Źr.   |
| ---- | --------------------- | ----------------- | ----------------- | --- | ----- |
| 1998 | Winchester, Hampshire | 2 maja            | 25 000            | Sasha, Paul van Dyk, Daft Punk, Tony De Vit                                                                                   | [ 3 ] |
| 1999 | Liverpool, Merseyside | 28 sierpnia       | 50 000            | Pet Shop Boys, Basement Jaxx                                                                                                  | [ 3 ] |
| 2000 | Liverpool, Merseyside | 26 sierpnia       | 50 000            | Judge Jules, Groove Armada, Basement Jaxx, Moloko, Laurent Garnier                                                            | [ 1 ] |
| 2001 | Liverpool, Merseyside | 25 sierpnia       | 50 000            | | [ 1 ] |
| 2002 | Liverpool, Merseyside | 24 sierpnia       | 50 000            | Faithless, Underworld, Kosheen                                                                                                | [ 1 ] |
| 2003 | Liverpool, Merseyside | 23 sierpnia       | 50 000            | Paul Oakenfold, Erick Morillo, Harry Romero, Audio Bullys                                                                     | [ 1 ] |
| 2004 | Liverpool, Merseyside | 28 sierpnia       | 50 000            | The Chemical Brothers, Goldfrapp, Mylo, Scratch Perverts                                                                      | [ 1 ] |
| 2005 | Liverpool, Merseyside | 27 sierpnia       | 50 000            | Basement Jaxx, Faithless, Caged Baby                                                                                          | [ 1 ] |
| 2006 | Daresbury, Cheshire   | 26 sierpnia       | 50 000            | The Prodigy, Gnarls Barkley, Goldfrapp, The Zutons                                                                            | [ 1 ] |
| 2007 | Daresbury, Cheshire   | 25 sierpnia       | 50 000            | The Chemical Brothers, Groove Armada, Kelis, Mark Ronson, Carl Cox                                                            | [ 1 ] |
| 2008 | Daresbury, Cheshire   | 23–24 sierpnia    | 50 000            | Fatboy Slim, Ian Brown, Gossip, Paul van Dyk, Kasabian, Tiësto, Paul Oakenfold, David Guetta                                  | [ 1 ] |
| 2009 | Daresbury, Cheshire   | 29–30 sierpnia    | 60 000            | Tiësto, Mylo, Basement Jaxx, Paul van Dyk, Dizzee Rascal                                                                      | [ 1 ] |
| 2010 | Daresbury, Cheshire   | 28–29 sierpnia    | 80 000            | David Guetta, deadmau5, Leftfield, Tiësto, Calvin Harris, Paul van Dyk, Swedish House Mafia                                   | [ 1 ] |
| 2011 | Daresbury, Cheshire   | 27–28 sierpnia    | 100 000           | The Chemical Brothers, Tiësto, Paul van Dyk, David Guetta, Swedish House Mafia                                                | [ 1 ] |
| 2012 | Daresbury, Cheshire   | 24–26 sierpnia    | 100 000           | Avicii, David Guetta, Sebastian Ingrosso, Steve Angello, Skrillex, deadmau5, Tiësto, Calvin Harris, Axwell                    | [ 1 ] |
| 2013 | Daresbury, Cheshire   | 23–25 sierpnia    | 150 000           | The Prodigy, Avicii, Tiësto, David Guetta, Steve Angello, Sebastian Ingrosso, Above & Beyond, Paul van Dyk                    | [ 1 ] |
| 2014 | Daresbury, Cheshire   | 29–31 sierpnia    | 150 000           | Aly & Fila, Armin van Buuren, Avicii, Deadmau5, Steve Aoki, Calvin Harris, Hardwell, Paul van Dyk, Tiësto                     | [ 1 ] |
| 2015 | Daresbury, Cheshire   | 28–30 sierpnia    | 150 000           | Armin van Buuren, Hardwell, Jamie Jones, Martin Garrix, The Chemical Brothers, Avicii, Knife Party, Alesso                    | [ 1 ] |
| 2016 | Daresbury, Cheshire   | 25–28 sierpnia    | 200 000           | Armin van Buuren, Chase & Status, Dimitri Vegas & Like Mike, Axwell Λ Ingrosso, Avicii, Martin Garrix, Calvin Harris          | [ 1 ] |
| 2017 | Daresbury, Cheshire   | 24–27 sierpnia    | 280 000           | Deadmau5, Dimitri Vegas & Like Mike, Armin van Buuren, Axwell Λ Ingrosso, Eric Prydz, Tiësto, Martin Garrix, Hardwell         | [ 1 ] |
| 2018 | Daresbury, Cheshire   | 23–26 sierpnia    | 280 000           | Carl Cox, Armin van Buuren, The Chainsmokers, Axwell Λ Ingrosso, Giggs, Tiësto, Hardwell, Eric Prydz, Fatboy Slim, Adam Beyer | [ 1 ] |
| 2019 | Daresbury, Cheshire   | 22–25 sierpnia    | 280 000           | Deadmau5, Martin Garrix, Carl Cox, Calvin Harris, The Chemical Brothers, Swedish House Mafia                                  | [ 1 ] |
| 2020 | Daresbury, Cheshire   | festiwal odwołany | festiwal odwołany | festiwal odwołany | [ 1 ] |
| 2021 | Daresbury, Cheshire   | 26–29 sierpnia    | b.d.              | Deadmau5, Carl Cox, Eric Prydz, Martin Garrix, Adam Beyer, Tiësto, Timmy Trumpet, Laidback Luke                               | [ 1 ] |
| 2022 | Daresbury, Cheshire   | b.d.              | b.d.              | b.d. | [ 4 ] |

### Edycje międzynarodowe

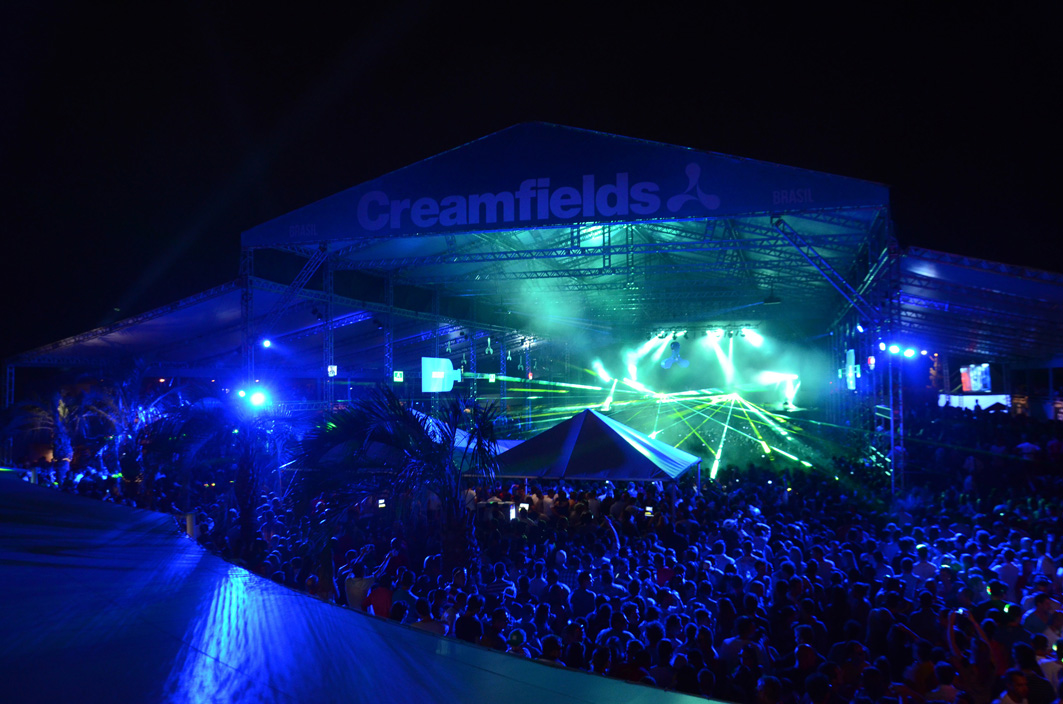
Creamfields w Brazylii w 2013 roku

Klub Cream organizuje również edycje w innych państwach. W Polsce festiwal Creamfields jest organizowany od 2003 roku.

## Nagrody i nominacje

### DJ Awards(inne języki)
| Rok  | Kategoria                                                              | Wynik   |
| ---- | ---------------------------------------------------------------------- | ------- |
| 2014 | Nagroda specjalna – Najlepszy międzynarodowy festiwal muzyki tanecznej | Wygrana |

### Top 50 festiwali wedługDJ Magazine
| Rok  | Kategoria                     | Wynik       |
| ---- | ----------------------------- | ----------- |
| 2019 | Najlepszy festiwal na świecie | 13. miejsce |

### Festicket Awards
| Rok  | Kategoria                        | Wynik      |
| ---- | -------------------------------- | ---------- |
| 2016 | Najlepszy EDM/tanceczny festiwal | 3. miejsce |

### International Dance Music Awards(inne języki)
| Rok  | Kategoria                     | Wynik     |
| ---- | ----------------------------- | --------- |
| 2011 | Najlepsze wydarzenie muzyczne | Nominacja |
| 2016 | Najlepsze wydarzenie muzyczne | Nominacja |

### UK Festival Awards(inne języki)
| Rok  | Kategoria           | Wynik     |
| ---- | ------------------- | --------- |
| 2004 | Best Dance Festival | Wygrana   |
| 2005 | Best Dance Festival | Wygrana   |
| 2008 | Best Major Festival | Nominacja |
| 2008 | Best Dance Festival | Nominacja |
| 2009 | Best Dance Festival | Wygrana   |
| 2010 | Best Dance Festival | Wygrana   |
| 2011 | Best Dance Festival | Wygrana   |
| 2013 | Best Dance Festival | Wygrana   |
| 2014 | Best Dance Festival | Wygrana   |
| 2015 | Best Major Festival | Nominacja |
| 2015 | Best Dance Festival | Wygrana   |
| 2016 | Best Major Festival | Wygrana   |